# Hutton
Hutton je priimek več oseb:
- Alan Hutton, škotski nogometaš
- Bill Hutton, kanadski hokejist
- Charles Hutton, angleški matematik
- James Hutton, škotski kemik, geolog in meteorolog
- Reginald Antony Hutton, britanski general
- Thomas Jacomb Hutton, britanski general
- Timothy Hutton, ameriški igralec in režiser